# Olexandr Kornitchouk
Olexandr Ievdokymovytch Kornitchouk (en ukrainien : Олександр Євдокимович Корнійчук), né le 25 mai 1905 dans le village de Khrystynivka et mort le 14 mai 1972 à Kiev, est un dramaturge, nouvelliste et scénariste soviétique et ukrainien,. Il est le beau-frère de l'écrivain et poète Nathan Rybak qui a épousé sa sœur.

## Biographie

### Début de carrière
À l'âge de 20 ans, Olexandr Kornitchouk commence à écrire ses premières nouvelles et en 1928, il écrit sa première pièce de théâtre. Il est également l'auteur de nombreuses autres œuvres littéraires et scénarios, qui peuvent être attribués au réalisme socialiste et ont été en partie utilisés pour la propagande politique. 
En 1929, il est diplômé de la Faculté de littérature de l'Institut de l'éducation nationale de Kiev (aujourd'hui l'Université  de Kiev). 
En 1939, il est membre de l'Académie des sciences de la RSS d'Ukraine.
En 1940, il devient membre du Parti communiste de l'Union soviétique. Pendant la Seconde Guerre mondiale, il a servi dans l'Armée rouge en tant que chef d'un département de propagande chargé de publier des journaux de première ligne. 
De 1938 à 1941 et de 1946 à 1953, il est président de l'Union nationale des écrivains d'Ukraine.
En 1943, il est élu membre de l'Académie des sciences de l'URSS.

### Crise politique en Ukraine
De 1947 à 1953, il a été président du Soviet suprême de la RSS d'Ukraine Verkhovna Rada). En 1949, il devient membre du Comité central du Parti communiste d'Ukraine et en 1952 du Comité central du PCUS. Durant cette période, il a dû faire face aux menaces de Leonid Melnikov, qui a saisi le prétexte du poème de Volodymyr Sossioura «Aimez l'Ukraine», jugé trop nationaliste ukrainien par la Pravda, pour révoquer des centaines de fonctionnaires ukrainiens dans les années 1951 et 1952 au motif de lutter contre le nationalisme ukrainien. Melnikov accuse son rival Kornitchouk, président de l'association des écrivains d'Ukraine d'avoir laissé publier le poème de Sossioura dans la revue de l'association et d'être donc aussi responsable que le poète. Toutes les activités de Korneitchouk sont évaluées. Melnikov lui reproche de mettre plus en avant un poète ukrainien plutôt que le poète russe Vladimir Maïakovski et l'accuse de « dissimuler l'influence de la littérature russe sur la littérature ukrainienne ». En 1951, lors de l'assemblée des écrivains ukrainiens, Kornitchouk est obligé de se désolidariser de ses amis, doit reconnaître ses erreurs devant le comité central du parti communiste d'Ukraine en novembre 1951 puis durant le 19e congrès du parti de l'URSS. Grâce à des protections (probablement le maréchal Beria), il échappe à cette épuration. Kornitchouk prend sa revanche peu après la mort le Staline puisque Melnikov, désormais sans protection, se voit révoquer à son tour le 12 juin 1953. Quelques auparavant, le 1er juin, Korneitchouk est nommé vice-président du Conseil des minsitres d'Ukraine.

### Conseil mondial de la paix
En 1959 il devient membre du Présidium du Conseil mondial de la paix.
Il a reçu de nombreux prix d'État, dont le Prix Lénine pour la paix en 1960, le titre de Héros du travail socialiste en 1967 et le Prix national Taras-Chevtchenko en 1971.
Il est mort à Kiev à l'âge de 66 ans et a été enterré au Cimetière Baïkov.

### Vie privée
Son épouse est l'écrivaine d'origine polonaise Wanda Wasilewska.

## Récompenses
- prix national Taras Chevtchenko : 1971, pour la pièce Mémoire du cœur (1969)
- ordre de Lénine : 1939, 1948, 1955, 1960, 1965, 1967
- ordre du Drapeau rouge : 1943
- ordre de l'Étoile rouge : 1944
- prix Lénine pour la paix : 1960
- Héros du travail socialiste : 1967
- ordre de la révolution d'Octobre : 1971
- prix Staline : 
  - 1941, pour les pièces Platon Krechet (Платон Кречет, 1934) et Bogdan Khmelnitski (Богдан Хмельницкий, 1939)
  - 1942, pour la pièce Dans les steppes de l'Ukraine (В степях Украины, 1941)
  - 1943, pour la pièce Front (Фронт, 1942)
  - 1949, pour la pièce Makar Dubrava (Макар Дубрава, 1948)
  - 1951, pour la pièce Aubarade (Калиновая роща, 1950)